# Purpurstrupig eufonia
Purpurstrupig eufonia (Euphonia chlorotica) är en fågel i familjen finkar inom ordningen tättingar. Den förekommer huvudsakligen i östra Sydamerika. Beståndet anses vara livskraftigt.

## Utseende och läte
Purpurstrupig eufonia är en liten fågel med kraftig näbb och kort stjärt. Hanen är praktfull med glansigt blåsvart på huvud och strupe, lysande gult på panna och buk samt vitt på undergumpen. Honan är olivgrön ovan med antingen gulaktig eller vit buk med gult på sidan. Vanligaste lätet är ett "teee-deee".

## Utbredning och systematik
Purpurstrupig eufonia förekommer övervägande i östra Sydamerika. Den delas in i fem underarter med följande utbredning:
- Euphonia chlorotica chlorotica – tropiska Guyana till nordöstra Brasilien
- Euphonia chlorotica cynophora – tropiska nordöstra Colombia till södra Venezuela och nordligaste Brasilien
- Euphonia chlorotica serrirostris – sydöstra Bolivia till östra Paraguay, Uruguay, sydöstra Brasilien och norra Argentina
- Euphonia chlorotica taczanowskii – östra Peru och norra Bolivia
- Euphonia chlorotica amazonica – Amazonområdet i Brasilien

### Familjetillhörighet
Tidigare behandlades släktena Euphonia och Chlorophonia som tangaror, men DNA-studier visar att de tillhör familjen finkar, där de tillsammans är systergrupp till alla övriga finkar bortsett från släktet Fringilla.

## Levnadssätt
Purpurstrupig eufonia hittas i olika miljöer, alltifrån fuktiga skogar till mangroveträsk, jordbruksmarker och trädgårdar. Den ses ofta i kringvandrande artblandade flockar.

## Status
Arten har ett stort utbredningsområde och beståndet anses stabilt. Internationella naturvårdsunionen IUCN listar den därför som livskraftig (LC).

## Bilder

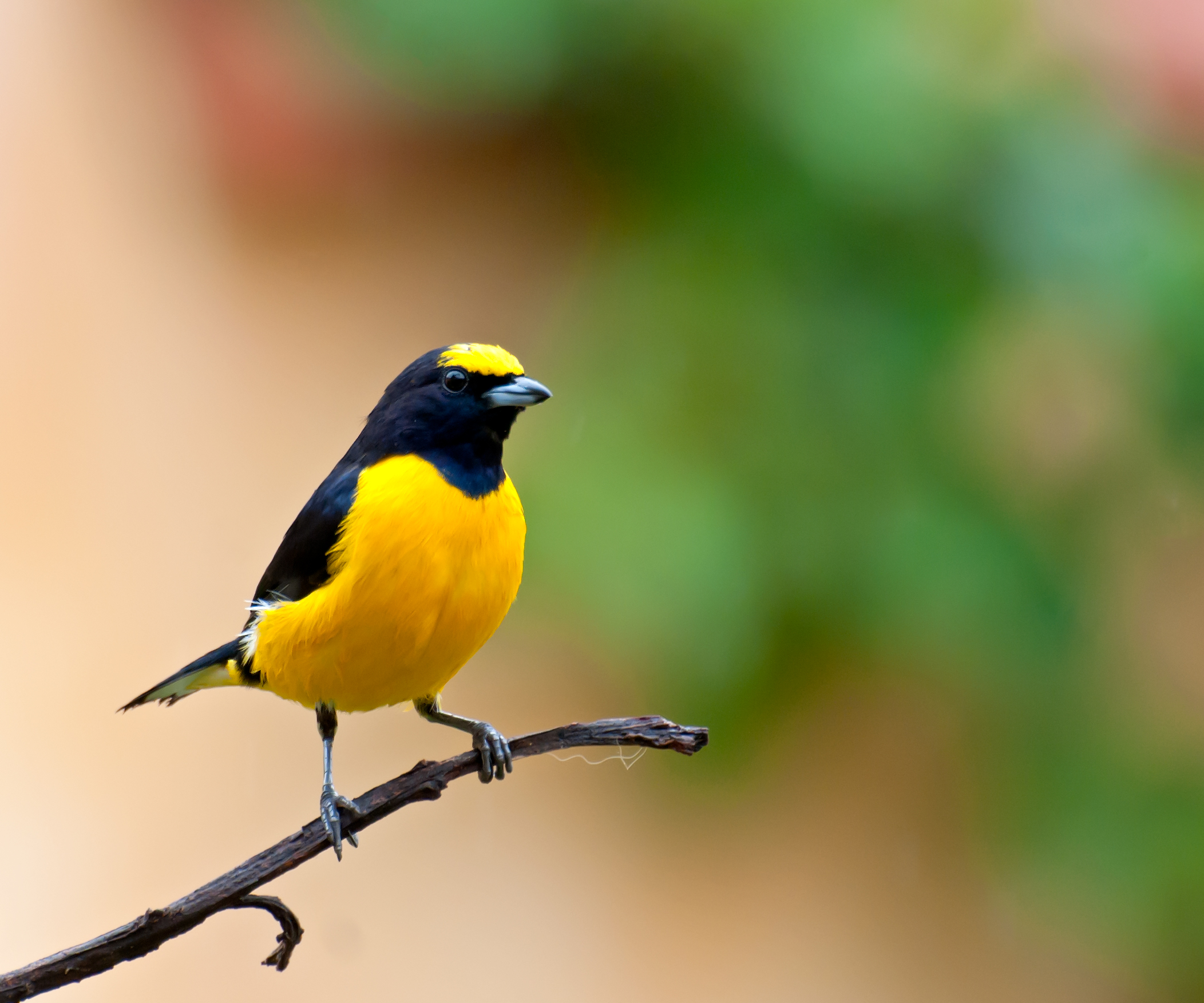
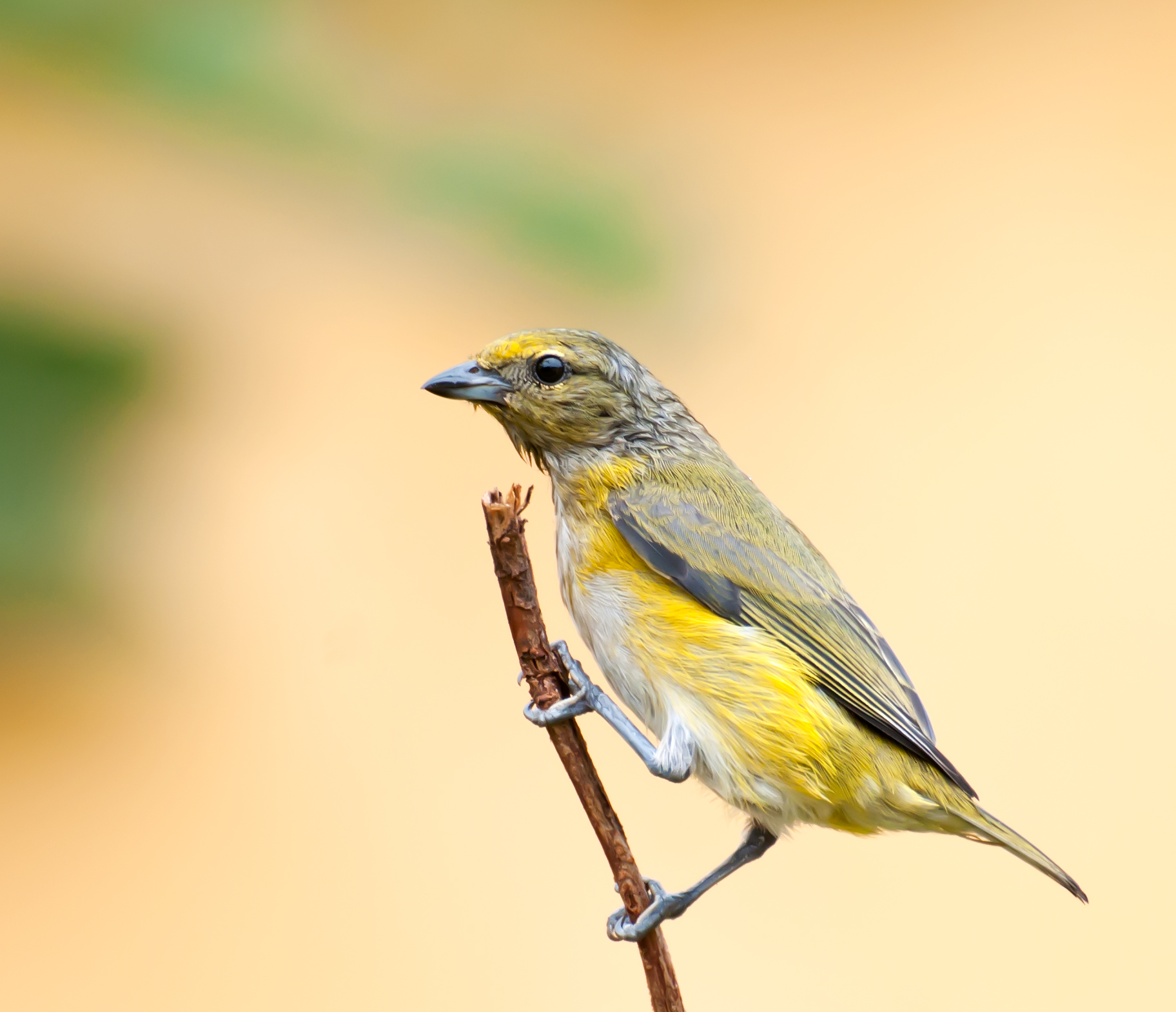